# Tomokazu Seki
Tomokazu Seki (jap. 関 智一 Seki Tomokazu; ur. 8 września 1972 w Tokio) – japoński seiyū i aktor dubbingowy.
Dawniej należał do agencji Haikyō, a obecnie jest współzałożycielem i prezesem agencji Atomic Monkey.

## Kariera
Tomokazu jest częścią kwartetu seiyū Weiß składającego się z Shin’ichirō Miki, Takehito Koyasu i Hiro Yūki z anime Weiss Kreuz. W 2010 roku zagrał także w filmie aktorskim Wonderful World z innymi seiyū: Mamoru Miyano, Tomokazu Sugita i Daisuke Namikawa, który był także reżyserem filmu.

## Filmografia
Ważniejsze role są pogrubione.

### Seriale anime
1991
- Reporter Bruce (Rolnik A)

1993
- Szum morza (praktykant)
- Mobile Suit Victory Gundam (Tomache Massarik, Chris Lloyd)

1994
- Aoki Densetsu Shoot! (Keigo Mahori)
- Karaoke Senshi Mike Jirō (Nakamura)
- Kidō Butōden G Gundam (Domon Kasshu)
- Ginga Sengoku Gun'yūden Rai
- Chō Kuse ni Narisō (Kapitan Shimizu)
- Nintama Rantarō (muchomor ninja)
- Marmalade Boy (Murai, Sakai)
- Muka Muka Paradise (Andre)

1995
- Wedding Peach (Igneous)
- Ike! Inachū takkyū-bu (pomocnik)
- Kishin Dōji Zenki (Yasuo)
- Captain Tsubasa J (Ken Wakashimazu)
- New Mobile Report Gundam W (Meiser)
- Neon Genesis Evangelion (Tōji Suzuhara')
- Anpanman
- Tottemo! Luckyman (Genius Man)
- Tajemnica przeszłości (Chichiri, Kōji)
- Wojowniczki z Krainy Marzeń (mieszkaniec wioski B)

1996
- Those Who Hunt Elves (Junpei Ryūzōji)
- Ganba! Fly High (Shinpan)
- Martian Successor Nadesico (Gai Daigoji, Tsukumo Shiratori)
- The Vision of Escaflowne (Van Fanel)

1997
- Those Who Hunt Elves II (Junpei Ryūzōji)
- Cutie Honey F (Akira)
- GeGeGe no Kitarō (Sora Kitsune)
- Shin-chan (Drakula, urzędnik)
- You’re Under Arrest! (Shōji Tōkairin)
- Ninpen Manmaru (Tsunejiro)
- Maze the Megaburst Space (Maze)

1998
- Cyber Team in Akihabara (Takashi Ryūgasaki)
- Initial D (Keisuke Takahashi)
- Weiß kreuz (Ken Hidaka)
- Vampire Princess Miyu (Tokiya Inoue)
- Cardcaptor Sakura (Touya Kinomoto)
- Shadow Skill (Louie Francil, Len Fuuma)
- Flame of Recca (Tsukishiro)

1999
- Initial D Second Stage (Keisuke Takahashi)
- Anime Ai no Awa Awa Awā (Oruchuban Ebichu – Kaishounachi)
- Shin-chan (Yasushi Satō)
- Great Teacher Onizuka (Kunio Murai)
- Angel Links (Dice)
- Legend of Himiko (Masahiko Kutani)
- Pokémon (Kenji (Tracey Sketchit))
- Infinite RYVIUS (Ikumi Oze)

2000
- Ceres, Celestial Legend (Alexander O. Howell)
- Vandread (Bart Garsus)
- Hiwou War Chronicles (Hanzo Hattori)
- Gravitation (Shuichi Shindō)
- Gate Keepers (Reiji Kageyama)
- Android Kikaider: The Animation (Kikaider / Jirō)
- Zoids: Chaotic Century (kapitan Tsubaki)
- Dai-Guard (Yamada)
- Hajime no Ippo (Ichirō Miyata)
- Hidamari no Ki (Tetsutarō Yamaoka)

2001
- Vandread the second stage (Bart Garsus)
- Geisters (Dean Honosu)
- Ghost Stories (kierowca)
- Angelic Layer (Ogata Masaharu)
- Samurai Girl: Real Bout High School (Shizuma Kusanagi)
- Star Ocean EX (Ashton Anchors)
- You’re Under Arrest! SECOND SEASON (Shōji Tōkairin)
- Arjuna – córka Ziemi (Tokio Oshima)
- Great Dangaioh
- Fruits Basket (Kyō Sōma)
- Ryūketsuki (Ryōta)
- Rave Master (Haru Glory)

2002
- Asobotto Senki Gokū (Sanzō)
- Weiß kreuz Glühen (Ken Hidaka)
- Kanon (Toei Animation, Jun Kitagawa)
- Mobile Suit Gundam Seed (Yzak Joule)
- Kapitan Jastrząb (Tsubasa Oozora)
- Samurai Deeper Kyo (Shinrei)
- Shinseikiden Mars (Mars)
- Chobits (Hiromu Shinbo)
- Tokyo Underground (Rumina Asagi)
- Full Metal Panic! (Sōsuke Sagara)
- Mirage of Blaze (Ranmaru Mori, Satoshi Hatayama)

2003
- Ashita no Nadja (Oscar)
- Air Master (Tokita)
- Prince Mackaroo (Guruguru-san, Kerauwano)
- Gad Guard (Seikai)
- Gungrave (Brandon Heat / Beyond the Grave)
- GetBackers (Miroku Natsuhiko)
- Galaxy Angel S (special, Message Robot)
- Space Pirate Captain Herlock (Tadashi Daiba)
- Tsuribaka Nisshi (Ken’ichirō Tago)
- Hajime no Ippo Champion Road (Ichirō Miyata)
- Full Metal Panic? Fumoffu (Sōsuke Sagara)
- Pokémon Chronicles (Kenji (Tracey Sketchit))
- Last Exile (Ethan)

2004
- Initial D Fourth Stage (Keisuke Takahashi)
- Area 88 (Micky Simon)
- Gankutsuō: The Count of Monte Cristo (Andrea Cavalcanti)
- Mobile Suit Gundam Seed Destiny (Yzak Joule)
- Meine Liebe (Eduard)
- Genshiken (Sōichirō Tanaka)
- Croket! (Garrett)
- Kenran Butohsai (Gram River)
- Tetsujin 28-go (Detektyw Seki, Man in Black, Politicjant A, Sara (odc. 12), Tatsu)
- Tenjho Tenge (Masataka Takayanagi)
- Ninja Nonsense (Sasuke)
- Harukanaru Toki no Naka de Hachiyō Shō (Tenma Morimura)
- Hikari to Mizu no Daphne (Katsuya Mori)
- Viewtiful Joe (Joe / Viewtiful Joe)
- Futari wa Pretty Cure (Mepple)
- My-HiME (Yūichi Tate)
- Detektyw Conan (Eisuke Aizawa)
- Monster (Karl Neumann w odc. 25-74)

2005
- Akahori Gedō Hour Rabuge (Sekiman, Tomokazu Seki)
- Gun Sword (Manson)
- Keroro gunsō (Joe w odc. 184)
- Zatch Bell! (Arishie)
- Zoids Fuzors (Alpha Rihita)
- Doraemon (Suneo Honekawa)
- Futakoi Alternative (Rentarō Futaba)
- Futari wa Pretty Cure Max Heart (Mepple)
- Black Jack (Black Jack (nastolatek))
- Full Metal Panic!: The Second Raid (Sōsuke Sagara)
- Pokémon: Advanced Challenge (Kenji (Tracey Sketchit))
- Bobobō-bo Bō-bobo (Giga)
- Yakitate!! Japan (Pierrot Bolneze)
- One Piece (Rob Lucci, Hattori)

2006
- Angel Heart (Shōgo Shimazu)
- Kagihime Monogatari Eikyū Alice Rondo (Tsukaima w odc. 2, 4, 6, 13)
- Kanon (Kyoto Animation, JunKitagawa)
- Ginyū Mokushiroku Meine Liebe wieder (Eduard)
- Coyote Ragtime Show (Katana)
- Shijō saikyō no deshi Ken’ichi (Kenichi Shirahama)
- Saiunkoku Monogatari (Ryūki Shi)
- Digimon Data Squad (Neon Hanamura w odc. 8)
- NANA (Nobuo Terashima)
- Naruto (Sagi w odc. 163)
- Fate/stay night (Gilgamesh)
- Busō Renkin (Moon Face, Sekima Hiwatari)
- Kaiketsu Zorori (Robert)
- MÄR (Magical Rou)
- Yume Tsukai (Hajime Tachibana)
- Riri to kaeru (otōto) (kameleon)

2007
- Ojarumaru (guruguru-san)
- Kishin Taisen Gigantic Formula (Wen Yee Lee)
- Claymore (Bandit Leader w odc. 5-6)
- Genshiken 2 (Sōichirō Tanaka)
- Saiunkoku Monogatari 2nd series (Ryūki Shi)
- Skull Man (Tsuyoshi Shinjō)
- Devil May Cry (Vincent w odc. 2)
- Nodame Cantabile (Shinichi Chiaki)
- Harukanaru Toki no Naka de 3: Owari Naki Unmei (Minamoto no Kurō Yoshitsune)
- Majin Tantei Nōgami Neuro (Takayasu Mozu w odc. 6)
- Detektyw Conan (Kōsuke Mitsumata)
- Mononoke (Genousai Yanagi (Umibouzu))
- Lucky Star (Meito Anisawa)
- Wangan Midnight (Akio Asakura)

2008
- Ultraviolet: Code 044 (Luka Bloom)
- Kimi ga Aruji de Shitsuji ga Ore de (Ren Uesugi)
- Casshern Sins (Jin w odc. 11)
- Kyōran Kazoku Nikki (gōyokuō)
- Koihime Musō (brat Kan'u (odc. 1), Ryuubi (odc. 11))
- Mistrzowie kaijudo (Ryūga Amachi)
- Telepathy Shōjo Ran Jiken Note (Rin Isozaki)
- The Tower of Druaga: the Aegis of URUK (Gil e odc. 3)
- Nodame Cantabile: Paris-Hen (Chiaki Shinichi)
- Hayate the Combat Butler (kierownik animacji)
- Top Secret ~The Revelation~ (Tsuyoshi Maki)
- Persona -trinity soul- (Tōru Inui)
- Mach GoGoGo (policjant, Joe Nighthawk)
- Mugen no jūnin (Manji)
- Yozakura Quartet (Enjin Hiizumi / Gin Nanami)
- Rosario + Vampire (Ginei Morioka)
  - Rosario + Vampire Capu 2 (Ginei Morioka)
- One Outs (Thomas)

2009
- Aoi Bungaku „Run, Milos!” (Kiichi Johjima)
- Evangelion: 1.0 You Are (Not) Alone (Tōji Suzuhara)
- Koihime Musō (brat Kan'u (odc. 1), Ryuubi (odc. 11))
- Sōten Kōro (Liu Bei)
- The Tower of Druaga: the Sword of URUK (Black Gilgamesh)
- Hajime no Ippo New Challenger (Ichirō Miyata)

2010
- Arakawa Under the Bridge × Bridge (Captain)
- Angel Beats! (Igarashi w odc. 9)
- Ojarumaru (kagekichi)
- Kaidan Restaurant (hinotama boy)
- Kobato. (Tōya Kinomoto w odc. 22)
- Giant Killing (Takeshi Tatsumi)
- Sengoku Basara: Samurai Kings 2 (Ishida Mitsunari)
- Duel Masters Cross Shock (Tenchi Tatsukiba, dziecko A)
- Nodame Cantabile: Finale (Chiaki Shinichi)
- Harukanaru Toki no Naka de 3: Owari Naki Unmei (Minamoto no Kurō Yoshitsune)
- Monster Hunter Diary: Poka Poka Airu Village (Lider)

2011
- X-Men (Jun Sanada)
- The World God Only Knows (Pitcher w odc. 3)
- Steins;Gate (Itaru Hashida)
- Sket Dance (Sojirō Agata)
- Nichijō (narrator w odc. 8)
- Fairy Tail (Lucky)
- Fate/Zero (Archer)
- Bleach (Eishima Shinobu (9th Division Shinigami), Ishino Mitsuru (gang Ganju), Masayoshi (odc. 315); TV Anchor (odc. 1))
- Beelzebub (Hidetora Tōjō)
- Persona 4: The Animation (Kanji Tatsumi)
- Mirai Nikki (Marco)

2012
- Fate/Zero 2nd Season (Archer)
- Initial D Fifth Stage (Keisuke Takahashi)
- The Knight in the Area (Ryōsuke Shima)
- Ginga e Kickoff!! (Ken Ōta)
- Psycho-Pass (Shinya Kōgami)
- Saint Seiya Omega (Virgo Fudō)
- SKET DANCE (Sōjirō Agata)
- Sword Art Online (Kibaō)
- Chō Soku Henkei Gyrozetter (Mikeman Seki)
- Hakuōki Reimeiroku (Ryūnosuke Ibuki)

2013
- Inazuma Eleven Go Chrono Stone (Garsha Wolfein)
- DD Hokuto no Ken (Toki)

### OVA
- Akane Maniax (Jōji Gōda)
- Devilman (Ryō Asuka (Satan))
- Ayumayu Gekijō (Jōji Gōda)
- Initial D (Keisuke Takahashi)
  - Initial D Extra Stage
  - Initial D Battle Stage
  - Initial D Battle Stage 2
- Weiß kreuz (Ken Hidaka)
- Utsurun Desu. (Yamazaki sensei, Tōru, All 5, Aka Suzume)
- Air Gear: Kuro no Hane to Nemuri no Mori -Break on the Sky- Trick2 (Spit Fire)
- Carnival Phantasm (Gilgamesh)
- Apocalypse Zero (video Manga Edition, Hagakure Kakugo)
- Gundam Seed Gandamu Seed & Seed Destiny Fan Disk Seed Supernova er (Yzak Joule)
- Kikaider (Kikaider / Jirō)
  - Kikaider 01 THE ANIMATION
  - Guitar o Motta Shōnen – Kikaider vs. Inazuman
  - Android Kikaider THE ANIMATION
- Kikōheidan J – PHOENIX Lips Shōtai (Keith Erwin)
- Kyō Kara Ore Wa!! (Igarashi (młodszy brat), student)
- Ginga Eiyū Densetsu (Wide-Bone)
- Gravitation (Shūichi Shindō)
- Gate Keepers 21 (Reiji Kageyama)
- Genshiken (Sōichirō Tanaka)
- Psychic Force (Burn Griffiths)
- Sanctuary (Reiji Tashiro)
- Shippū! Iron Leaguer (Die Milion, killer Q)
- Giant Robo: The Day the Earth Stood Still (Emanuel von Vogler)
- Shinkaitei Gunkan (Tsuyoshi Arisaka)
- seria Stratos 4 (Kei Fujitani)
- Sokihei M.D. Geist (Mash)
- Getter Robo Armageddon (Gou)
- Heroic Super-Express Hikarian (Dojirasu)
- Detatoko Princess (Kohaku)
- Tenjho Tenge: Ultimate Fight (Masataka Takayanagi)
- Tokyo Underground (Rumina Asagi)
- Tokyo Daigaku Monogatari (Yoshiaki Sano)
- Battle Arena Tōshinden (Eiji Shinjō)
- Toki no Daichi (Kai)
- Triangle Hearts ~Sweet Songs Forever~ (Gurifu)
- Natsuki Crisis (Keiji Mutō)
- Nanako Kaitai Shinsho (Seinto)
- OAD Nodame Cantabile Lesson79 (Shin'ichi Chiaki)
- Nodame Cantabile Tokubetsu Bangai-hen (Shin'ichi Chiaki)
- High school aura buster (Kiba)
- Hajime no Ippo Mashiba vs Kimura Shikei Shikkō (Ichirō Miyata)
- seria Harukanaru jikū no naka de
  - Harukanaru jikū no naka de -ajisai yume katari- (Tenshin Morimura)
  - Harukanaru jikū no naka de 2 -shiroki ryū no miko- (Katsuma Hira)
- Hitsuji no Uta (Kazuna Takashiro)
- FAKE (Dee Laytner)

### Dubbing
2021
- Nasze magiczne Encanto – Agustín[2]